# 초월수론
초월수론은 초월수 ( 유리 계수 다항 방정식의 해가 아닌 수)를 정성적, 정량적 방법으로 연구하는 수론의 한 분야이다.

## 초월성
대수학의 기본 정리에 따르면 유리 계수를 갖는 비 상수 다항식 (또는 동등하게 정수 계수를 갖는 다항식)은 복소해를 가진다. 즉, 상수가 아닌 유리 계수 다항식{\displaystyle P}에 대해서 {\displaystyle P(\alpha )=0}를 만족하는 복소수{\displaystyle \alpha }가 언제나 존재한다. 초월수론은 다음의 역 질문과 관련이 있다. 임의의 복소수{\displaystyle \alpha }가 주어진 경우, {\displaystyle P(\alpha )=0}를 만족하는 유리 계수 다항식{\displaystyle P}가 존재하는가? 그러한 다항식이 존재하지 않으면 그러한 수{\displaystyle \alpha }를 초월수라고 한다.
더 일반적으로 이 이론은 숫자들의 대수적 독립성을 다룬다.  숫자 집합{\displaystyle \{\alpha _{1},\dots ,\alpha _{n}\}}는 K  계수 n 변수의 0이 아닌 다항식 P 가 없고 P (α 1, α 2, …, α n ) = 0인 경우 체K 에 대해 대수적 독립이라고 한다. 따라서 주어진 숫자가 초월수인지 아닌지 알아내는 것은 체 K 는 유리수체이고, n= 1인 대수적 독립의 특수한 경우이다.
이와 관련된 개념으로는 지수, 로그, 대수 연산을 포함하여 숫자에 대한 폐쇄형 표현식이 있는지 여부가 있다. "폐쇄형"에 대한 정의는 다양하며, 폐쇄형에 대한 질문은 종종 초월성에 대한 질문으로 축소될 수 있다.

## 역사

### 유리수에 의한 근사: Liouville에서 Roth까지
대수적이지 않은 대상을 지칭하기 위해 초월적이라는 용어를 사용하는 것은 17세기로 거슬러 올라가는데, 그때 고트프리트 라이프니츠가 사인 함수가 대수 함수가 아니라는 것을 증명했다. 어떤 종류의 수들이 초월수일 수 있는지에 대한 질문은 1748년으로 거슬러 올라가는데 당시 오일러는 유리수 b가 어떤 유리수 a 와 c에 대해 {\displaystyle b=a^{c}}의 형태가 아닌 한 log a b 라는 수는 유리수 a와 b 에 대해 대수적이지 않다고 주장했다.
오일러의 주장은 20세기까지 증명되지 않았지만 그의 주장 후 거의 100년 후에 조제프 리우빌(Joseph Liouville)은 대수적이지 않은 숫자의 존재를 증명했는데, 이는 그때까지 확실히 알려지지 않았던 사실이었다. 1840년대에 이 문제에 관해 쓴 원래 논문에서는 연분수를 사용하여 초월수를 구성하는 주장을 개략적으로 설명했다. 그 후 1850년대에 그는 숫자가 대수적일 수 있는 필요조건을 제시했으며, 따라서 숫자가 초월적일 수 있는 충분조건도 제시했다. 이 초월성 기준은 충분히 강하지 않아서 필요한 것은 아니며, 실제로 숫자 e가 초월수라는 사실을 증명하지 못한다. 그러나 그의 연구는 광범위한 초월수들의 집합을 제시했으며, 이는 그의 명예를 기리기 위해 리우빌 수로 알려져 있다.
리우빌의 기준은 본질적으로 대수적 수가 유리수에 의해 잘 근사될 수 없다는 것을 말한다. 그러므로 어떤 수가 유리수에 의해 아주 잘 근사될 수 있다면 그 수는 초월수여야 한다. 리우빌의 작업에서 "매우 잘 근사화됨"의 정확한 의미는 특정 지수와 관련이 있다. 그는 α가 2보다 큰 d 차의 대수적 수이고, ε가 임의의 양수이면 다음의 부등호 표현:
{\displaystyle \left|\alpha -{\frac {p}{q}}\right|<{\frac {1}{q^{d+\varepsilon }}}}
이 오직 유한개의 유리수 p / q 들에 의해서만 만족될 수 있다는 것을 보였다. 이것을 이용하여 초월성을 판별하는 것은 쉽지 않다. 왜냐하면 2보다 큰 어떠한 d 에 대해서도 무한히 많은 유리수 p / q 들이 있는지 확인해야 하기 때문이다. (d 가 커짐에 따라 우변이 감소한다는 것에 주의하라.)
20세기에 악셀 투에(Axel Thue),, 카를 루트비히 지겔(Carl Siegel) 및 클라우스 로스(Klaus Roth)의 연구는 Liouville의 작업에서 지수를 d+ε 에서 d /2+1+ε로 그리고 마지막으로 1955년에 2+ε로 축소했다. Thue–Siegel–Roth 정리로 알려진 이 결과는 지수 2+ε를 2로만 바꾸면 결과는 더 이상 사실이 아니므로 (반례가 존재한다.) 이런 종류의 지수에서 얻을 수 있는 가장 좋은 결과이다. 그러나 서지 랭(Serge Lang)은 Roth의 결과가 개선될 것이라고 추측했다. 특히 그는 우변 분모의 q 2+ε가 {\displaystyle q^{2}(\log q)^{1+\epsilon }}으로 축소될 수 있다고 추측했다.
로스의 연구는 리우빌이 시작한 연구를 효과적으로 마무리지었고, 그의 정리를 통해 수학자들은 챔퍼나운 상수(Champernowne constant)를 비롯한 더 많은 숫자의 초월성을 증명할 수 있었다. 하지만 이 정리는 아직 모든 초월수를 감지할 만큼 강력하지 않으며 e 와 π를 포함한 많은 유명 상수는 위의 의미에서 아주 잘 근사될 수 없거나 그렇다고 알려져 있지 않다.

### 보조 함수들: 에르미트에서 베이커까지
다행히도 19세기에 e 의 대수적 속성을 다루고, 결과적으로 오일러 항등식을 통해 π의 속성을 다루는 다른 방법이 개척되었다. 이 작업은 소위 보조 함수의 사용에 중점을 두었다. 이는 일반적으로  고려 대상 영역에 많은 0을 가지는 있는 함수이다. 여기서 "많은 0"은 서로 다른 많은 0을 의미할 수도 있고, 적은 수의 0이 있지만 높은 중복도를 가질 수도 있으며, 심지어 높은 중복도를 가진 많은 0을 의미할 수도 있다. 에르미트(Charles Hermite)는 1873년에 {\displaystyle e}의 초월성을 증명하기 위해 각 자연수 {\displaystyle k}에 대하여 {\displaystyle e^{kx}}를 근사하는 보조 함수들을 사용했다. 그의 작업은 1880년대에 린데만(Ferdinand von Lindemann)에 의해 0이 아닌 대수적 수α에 대해 e α 가 초월적임을 증명하면서 발전되었다. 특히 이것은 e π i=-1 가 대수적이므로 π 가 초월적임을 증명했고, 따라서 원을 정사각형화할 수 있는지(원적 문제)에 대한 고대의 문제에 대해 부정적으로 답했다. 카를 바이어슈트라스(Karl Weierstrass)는 그들의 작업을 더욱 발전시켜 결국 1885년에 Lindemann–Weierstrass 정리를 증명했다.
1900년에 다비트 힐버트는 그의 유명한 23가지 문제들을 제시했다. 이 중 일곱 번째 문제는 힐베르트의 추정으로 가장 어려운 것 중 하나이었는데, a, b 가 대수적 수이고, a 는 0이나 1이 아니며, b는 무리수일 때 a b 형태의 수의 초월성에 관한 것이다. 1930년대에 알렉산드르 겔폰트(Alexander Gelfond)와 테오도어 슈나이더(Theodor Schneider) Siegel의 보조정리에 의해 존재가 보장되는 비명시적 보조 함수를 사용하여 이러한 모든 숫자가 실제로 초월적임을 증명했다. 이 결과, 겔폰트-슈나이더 정리는 {\displaystyle e^{\pi }}와 겔폰트-슈나이더 상수와 같은 숫자의 초월성을 증명했다.
이 분야에서 다음으로 큰 성과는 1960년대에 일어났는데, 앨런 베이커(Alan Baker)가 겔폰트가 제기한 로그의 선형 결합에 관한 문제에 진전을 이루었을 때였다. 겔폰트 자신은 다음 값에 대한 비자명한 하한까지 찾는 데 성공했었다.
{\displaystyle |\beta _{1}\log \alpha _{1}+\beta _{2}\log \alpha _{2}|\,}
여기서 4개의 미지수는 모두 대수적이며, α는 0도 1도 아니고 β는 무리수이다. 하지만 겔폰트는 세 개 이상의 대수의 합에 대해서는 비슷한 하한을 찾지 못했다. 베이커 정리의 증명에는 그러한 하한이 포함되어 있었고, 이 과정에서 유수 1에 대한 가우스의 유수 문제가 해결되었다. 이 연구는 디오판토스 방정식을 푸는 데에도 활용되어 베이커에게 필즈 메달을 안겨주었다. 순전히 초월수론적 관점에서, 베이커는 다음의 명제를 증명했다. {\displaystyle \alpha _{1},\dots ,\alpha _{n}}는 0이나 1이 대수적 수이며, {\displaystyle \beta _{1},\dots ,\beta _{n}}은 1, {\displaystyle \beta _{1},\dots ,\beta _{n}}가 유리수체에 대해 선형 독립인 대수적 수이라고 하자. 그 때 다음 수는 초월수이다.
{\displaystyle \alpha _{1}^{\beta _{1}}\alpha _{2}^{\beta _{2}}\cdots \alpha _{n}^{\beta _{n}}}

### 기타 기술: 칸토어(Cantor) 및 Zilber
1870년대에 Georg Cantor는 집합론을 발전시키기 시작했고, 1874년에 대수적 수의 집합이 자연수 집합과 일대일 대응 될 수 있고, 따라서 초월수 집합은 비가산이어야 한다는 것을 증명하는 논문을 발표했다. 나중에 1891년에 칸토어는 그의 더 익숙한 대각선 논증을 사용하여 같은 결과를 증명했다. 칸토어의 결과는 비구성적인 증명이므로 초월수를 구성하는 데 사용할 수 없다고 종종 인용되지만 앞서 언급한 두 논문의 증명은 초월수를 구성하는 방법을 제시한다.
칸토어가 초월수 집합의 충만함을 증명하기 위해 집합론을 사용한 반면, 최근 발전의 경우, 초월수론의 미해결 문제를 증명하기 위해 모형 이론을 사용하려는 시도가 있다. 그 미해결 문제는 유리수체 위 선형적으로 독립인 복소수 {\displaystyle x_{1},\dots ,x_{n}} 들에 대해, 다음 체의 초월 차수를 결정하는 것이다.
{\displaystyle K=\mathbb {Q} (x_{1},\ldots ,x_{n},e^{x_{1}},\ldots ,e^{x_{n}})}
스티븐 섀뉴얼(Stephen Schanuel)은 답이 적어도 n 이상이라고 추측했지만, 현재까지 증명은 알려져 있지 않다. 하지만 2004년에 보리스 질버(Boris Zilber)는 모형 이론적 기법을 사용하여 덧셈, 곱셈, 지수 연산을 갖춘 복소수와 매우 유사하게 동작하는 구조를 만든 논문을 발표했다. 게다가 이 추상적인 구조에서 섀뉴얼의 추측이 성립한다. 불행히도 이 구조가 언급된 연산을 거친 복소수와 실제로 동일한지 아직 알 수 없다. 복소수와 매우 유사하게 동작하지만 섀뉴얼의 추측이 성립하지 않는 다른 추상 구조가 존재할 수도 있다. 질버는 문제의 구조가 C 임을 증명할 수 있는 여러 가지 기준을 제시했지만, 강력한 지수 폐쇄 공리(Strong Exponential Closure axiom)라고 불리는 것을 증명하지는 못했다. 이 공리의 가장 간단한 경우는 그 이후로 증명되었지만 추측의 증명을 완료하려면 이것이 완전한 일반적으로 성립한다는 증명이 필요하다.

## 접근법들
이 수학 분야의 대표적인 문제 중 하나는 주어진 숫자가 초월수인지 아닌지 알아내는 것이다. 칸토어는 기수 논증을 사용하여 대수적 수는 셀 수 있을 만큼 많으며, 따라서 거의 모든 수가 초월수임을 보였다. 그러므로 초월수는 전형적인 경우로 나타난다. 그렇더라도 주어진 수가 초월수(또는 간단하게 무리수)인지 증명하는 것은 매우 어려울 수 있다.
이러한 이유로 초월 이론은 보통 정량적인 접근 방식을 취한다. 따라서 특정 복소수 α가 주어졌을 때, α가 대수적 수에 얼마나 가까운지를 물어볼 수 있다. 예를 들어, α라는 숫자가 대수적이라고 가정하면, 그 숫자가 매우 높은 차수나 매우 큰 계수를 갖는 최소 다항식을 가져야 한다는 것을 보일 수 있나? 궁극적으로, 유한 차수나 계수의 크기가 충분하지 않다는 것을 보일 수 있다면 그 숫자는 초월수여야 한다. 숫자 α가 초월수라는 것은 정수 계수를 갖는 모든 0이 아닌 다항식 P 에 대해 P (α)≠0인 것과 동치이다. 이 문제는 다음 형식의 하한을 찾으려고 시도하여 접근할 수 있다.
{\displaystyle |P(a)|>F(A,d)}
여기서 우변 F는 모든 P ≠ 0에 대해 P 의 계수의 크기를 측정하는 A 와 그 차수 d 에 따라 달라지는 양함수이다. 이러한 하한을 초월 측도라고 한다.
d= 1의 경우는 다음의 하한을 요구하는 "고전적" 디오판토스 근사이다.
{\displaystyle |ax+b|} .
초월수론과 디오판토스 근사법은 많은 공통점을 가지고 있다. 둘 다 보조 함수의 개념을 사용한다는 것이다.

## 주요 결과
겔폰트-슈나이더 정리는 1900년~1950년대 초월수론의 주요 발전이었다. 1960년대에 대수적 수들의 로그의 선형 결합에 관한 앨런 베이커의 방법이 수많은 고전적 문제와 디오판토스 방정식에 응용을 가져다주면서 초월수론을 재 부흥시켰다.

## 말러의 분류
1932년에 쿠르트 말러(Kurt Mahler)는 초월수를 S, T, U 라는 3개 종류(클래스)로 나누었다. 이러한 클래스의 정의는 위에서 언급한 Liouville 수의 개념을 확장한 것이다.

### 실수의 무리 측도
리우빌 수를 정의하는 한 가지 방법은 주어진 실수 x가 선형 결합{\displaystyle |qx-p|}를 0을 제외하고 얼마나 작게 만드는지 고려하는 것이다. 여기서 p, q 는 | p |, | q |가 양의 정수H를 상계로 가지는 정수이다.
{\displaystyle m(x,1,H)}을 위의 선형 결합이 {\displaystyle x}에서 취하는 0이 아닌 최솟값으로 하자.
그리고 다음을 고려해보자.
{\displaystyle \omega (x,1,H)=-{\frac {\log m(x,1,H)}{\log H}}}
{\displaystyle \omega (x,1)=\limsup _{H\to \infty }\,\omega (x,1,H).}
ω(x, 1)를 주로 실수 x의 무리 측도라고 부른다. 유리수 x에 대해, ω(x, 1) = 0이며, 무리수에 대해선 최소 1이상의 값을 가진다. 리우빌 수는 무한의 무리 측도를 가진다. 로스(Roth)의 정리는 모든 대수적 수인 실 무리수는 무리 측도가 1이라는 걸 말해준다.

### 복소수의 초월 측도
다음으로, 복소수 x 에 대해 같은 방식으로 다항식의 최소 절댓값을 고려해 보겠다. 자연수n, H에 대해, 우리는 차수는 최대 n 이고, 높이는 최대 H인 정수 계수 다항식을 고려할 것이다.
{\displaystyle m(x,n,H)}을 이러한 다항식이 {\displaystyle x}에서 취하는 0을 제외한 최소 절대값으로 정의하자. 그리고 다음을 고려해보자:
{\displaystyle \omega (x,n,H)=-{\frac {\log m(x,n,H)}{n\log H}}}
{\displaystyle \omega (x,n)=\limsup _{H\to \infty }\,\omega (x,n,H).}
{\displaystyle \omega (x,n)}이 어떤 자연수n에 대해 무한한 경우, 복소수x를 차수n의 U 수라고 정의한다.
U수인 경우를 제외하면 이제 우리는 문제없이 다음을 정의할 수 있다.
{\displaystyle \omega (x)=\limsup _{n\to \infty }\,\omega (x,n).}
ω( x )는 주로 x의 초월 측도라고 불린다. ω( x, n )이 유계이면 ω( x )는 유한하고 x를 S 수 라고 한다. ω( x, n )이 유한하지만 유계가 아닌 경우 x를 T 수 라고 한다. x가 대수적이라는 것은 ω( x )=0과 동치이다.
리우빌 수는 분명히 U 수의 하위 집합이다. 1953년에 William LeVeque는 모든 차수의 U 숫자를 구축했다. 리우빌 수 와 U 수는 비가산 집합이다. 그것은 측도 0의 집합이다.
T 숫자는 또한 측도 0의 집합을 구성한다. T수가 존재한다는 사실이 드러나기까지 약 35년이 걸렸다. 1968년에 볼프강 M. 슈미트(Wolfgang M. Schmidt)는 그러한 사례가 존재한다는 것을 보여주었다. 그러나 거의 모든 복소수는 S수이다. Mahler는 지수 함수가 모든 0이 아닌 대수적 수를 S수로 보낸다는 것을 증명했다. 이는 e가 S수임을 보여주고 π 의 초월성을 증명한다. π는 U 수가 아닌 것으로 알려져 있다.  그 밖의 많은 초월수는 아직 분류되지 않은 상태이다.
두 수 x, y는 0이 아닌 어떤 정수 계수 이변수 다항식P이 P(x, y)=0를 만족하는 경우 대수적으로 종속이라고 한다. 대수적으로 종속된 두 복소수는 동일한 Mahler 클래스에 속한다는 강력한 정리가 있다. 이를 통해 e 또는 π와 Liouville 수의 합과 같은 새로운 초월수의 구성이 가능해진다.
기호 S는 아마도 말러의 스승인 칼 루트비히 지겔(Carl Ludwig Siege)의 이름을 뜻하는 것이고, T와 U는 바로 그 다음 두 글자일 뿐이다.

### Koksma의 분류법
1939년에 Jurjen Koksma는 대수적 수에 의한 근사를 기반으로 한 또 다른 분류를 제안했다.
차수 n이하, 높이 H 이하인 대수적 수들에 의한 복소수 x의 근사를 고려해보자. 또한 차수 n이하, 높이 H 이하인 대수적 수 {\displaystyle \alpha }를 {\displaystyle |x-\alpha |}를 최소로 하는 수로 잡도록 하자. (차수 n이하, 높이 H 이하인 대수적 수들의 집합은 유한 집합이므로 언제나 가능하다.)
ω*(x, H, n) 와 ω*(x, n)를 다음을 만족하도록 정의한다.
{\displaystyle |x-\alpha |=H^{-n\omega ^{*}(x,H,n)-1}.}
{\displaystyle \omega ^{*}(x,n)=\limsup _{H\to \infty }\,\omega ^{*}(x,n,H).}
가장 작은 양의 정수 n 에 대해 ω*( x, n )이 무한대라면 x를 n 차수의 U*-수 라고 한다.
ω*( x, n )이 유계이고 0으로 수렴하지 않을 때 x를 S*-수 라고 한다.
ω*( x, n )이 0으로 수렴할 때 x를 A*-수라고 한다.
ω*( x, n )이 모두 유한하지만 비 유계라면 x를 T*-수 라고 한다.
Koksma와 Mahler의 분류는 초월수를 동일한 계열로 구분한다는 점에서 동등하다. A* 숫자는 대수적 수이다.

### LeVeque의 구성
다음을 생각하자.
{\displaystyle \lambda ={\tfrac {1}{3}}+\sum _{k=1}^{\infty }10^{-k!}.}
λ의 n 제곱근(Liouville 수)은 n 차 U 수임을 보일 수 있다.
이 구성은 차수 n 의 U-수의 비가산 집합족을 생성하도록 개선될 수 있다. Z를 λ의 무한 급수에서 등장하는 모든 10의 거듭제곱으로 구성된 집합으로 정의하자. Z 의 모든 부분집합의 집합은 비가산이다. λ의 무한 급수에서 Z 의 부분 집합을 삭제하면 셀 수 없이 많은 서로 다른 리우빌 수가 생성되는데, 그 n 제곱근은 차수 n 의 U 수이다.

### 유형(type)
수열 {ω( x,  n )}의 상한을 유형(type)이라고 한다. 거의 모든 실수는 1형 S 수이며, 이는 실 S 수에 대한 최소값이다. 거의 모든 복소수는 1/2형의 S수이며, 이는 역시 최소이다. 거의 모든 숫자라는 주장은 Mahler에 의해 추측되었으며 1965년에는 Vladimir Sprindzhuk에 의해 증명되었다.

## 미해결 문제들
겔폰트-슈나이더 정리는 많은 수의 종류가 초월수라는 것을 증명했지만, 이 종류는 여전히 가산이다. 잘 알려진 수학 상수 중 상당수는 아직 초월수로 알려지지 않았으며, 어떤 경우에는 유리수인지 무리수인지조차 알려지지 않았다. 일부 목록은 여기에서 확인할 수 있다.
초월수론의 주요 문제는 개별 수가 초월적임을 보여주는 것이 아니라 특정 숫자 집합이 대수적으로 독립적임을 보여주는 것이다. 따라서 우리는 e 와 π가 초월수라는 것을 알고 있지만 그것이 e+π 가 초월수라는 것을 의미하지는 않으며, 다른 방법 (예를 들어 eπ) 으로 결합하여도 초월수임을 의미하지 않는다. (초월수로 알려진 겔폰트 상수 {\displaystyle e^{\pi }}는 예외) 또 다른 큰 문제는 지수 함수와 관련이 없는 숫자를 다루는 것이다. 초월수론의 주요 결과는 e 와 로그 함수를 중심으로 이루어지는 경향이 있는데, 이는 이 두 가지 대상을 이용한 기본적인 방식으로 표현할 수 없는 숫자를 처리하기 위해 완전히 새로운 방법이 필요하다는 것을 의미한다.
섀뉴얼의 추측은 대수적 독립성을 다루므로 이런 문제 중 첫 번째 문제를 어느 정도 해결할 수 있으며, 참으로 증명된다면 실제로 e + π가 초월수임을 확인할 것이다. 하지만 여전히 지수 함수를 중심으로 돌아가기 때문에 아페리 상수나 오일러-마스케로니 상수와 같은 숫자를 다루지는 않는다. 또 다른 극도로 어려운 미해결 문제는 소위 상수 문제 또는 항등성 문제이다.

## 같이 보기
- 겔폰트-슈나이더 정리
- 초월수
- 디오판토스 근사
- 대수적 수

## 참고문헌
- Baker, Alan (1975). 《Transcendental Number Theory》. paperback edition 1990. Cambridge University Press. ISBN 0-521-20461-5. Zbl 0297.10013.
- Bugeaud, Yann (2012). 《Distribution modulo one and Diophantine approximation》. Cambridge Tracts in Mathematics 193. Cambridge University Press. ISBN 978-0-521-11169-0. Zbl 1260.11001.
- Burger, Edward B.; Tubbs, Robert (2004). 《Making transcendence transparent. An intuitive approach to classical transcendental number theory》. Springer. ISBN 978-0-387-21444-3. Zbl 1092.11031.
- Gelfond, A. O. (1960). 《Transcendental and Algebraic Numbers》. Dover. Zbl 0090.26103.
- Lang, Serge (1966). 《Introduction to Transcendental Numbers》. Addison–Wesley. Zbl 0144.04101.
- LeVeque, William J. (2002) [1956]. 《Topics in Number Theory, Volumes I and II》. Dover. ISBN 978-0-486-42539-9.
- Natarajan, Saradha; Thangadurai, Ravindranathan (2020). 《Pillars of Transcendental Number Theory》. Springer Verlag. ISBN 978-981-15-4154-4.
- Sprindzhuk, Vladimir G. (1969). 《Mahler's Problem in Metric Number Theory (1967)》. AMS Translations of Mathematical Monographs. Translated from Russian by B. Volkmann. American Mathematical Society. ISBN 978-1-4704-4442-6.
- Sprindzhuk, Vladimir G. (1979). 《Metric theory of Diophantine approximations》. Scripta Series in Mathematics. Translated from Russian by Richard A. Silverman. Foreword by Donald J. Newman. Wiley. ISBN 0-470-26706-2. Zbl 0482.10047.
- Alan Baker 와 Gisbert Wüstholz, Logarithmic Forms and Diophantine Geometry, New Mathematical Monographs 9, Cambridge University Press, 2007,ISBN 978-0-521-88268-2